# Pou dels desitjos

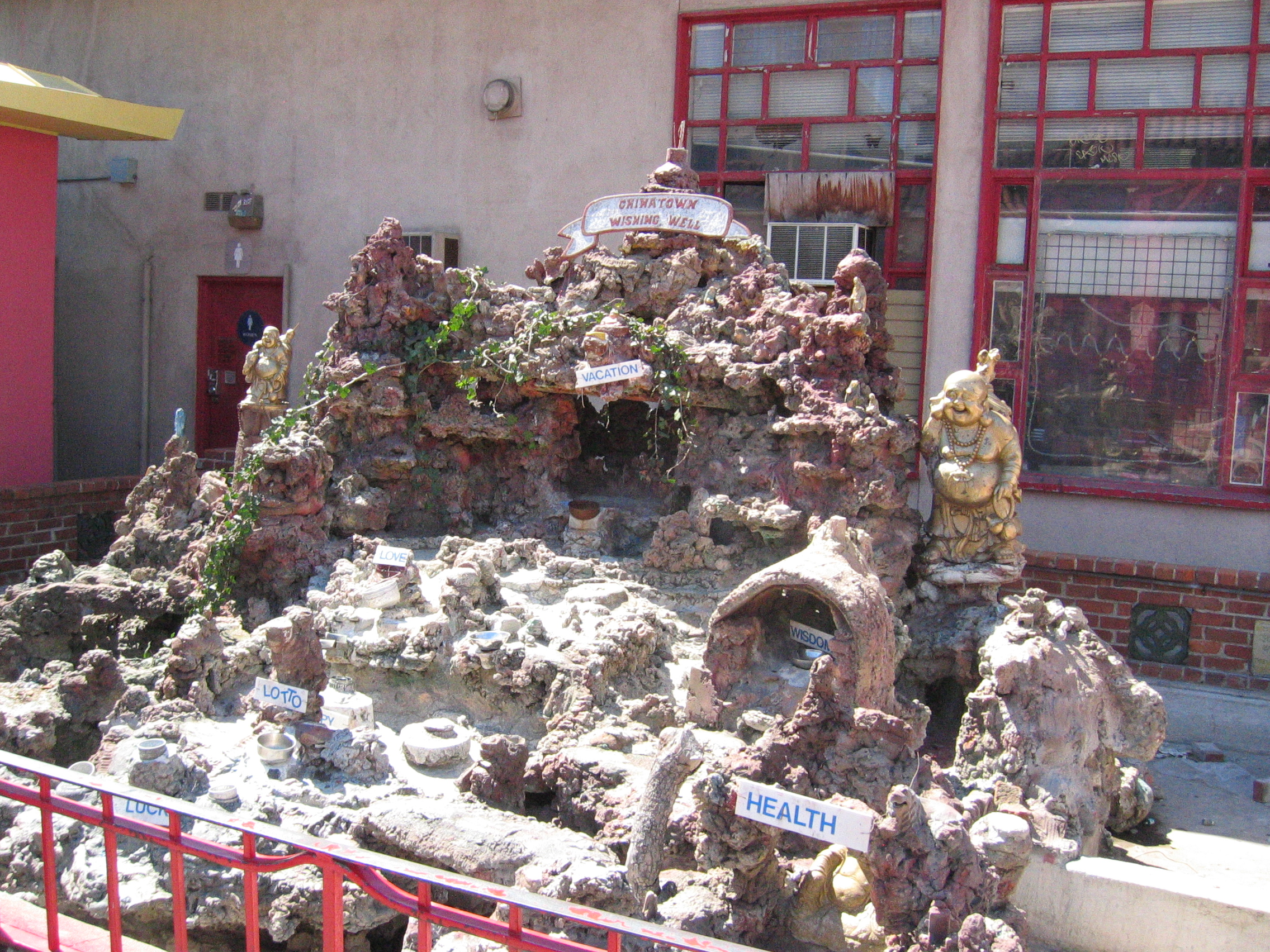
Pou dels desitjos a Chinatown, Los Angeles, EUA

Un pou dels desitjos és un terme del folklore europeu per descriure els pous en què hom pensa que qualsevol desig expressat seria concedit. La idea que un desig seria concedit ve de la creença que hi havia déus continguts en l'aigua o que havia estat col·locada allà com un regal dels déus, ja que l'aigua era una font de la vida i sovint era una matèria escassa.
L'aigua es va considerar que contenia energies curatives i, per tant, els pous van arribar a ser populars entre molta gent que bevia, es banyava o simplement expressava desitjos sobre ella. La gent creia que els guardes o els habitants del pou li concedirien el seu desig si pagaven un preu. Generalment, després de pronunciar el desig, hom havia de llançar monedes al pou. El desig llavors seria concedit pel guarda o l'habitant, basant-se en com la moneda aterraria en el fons del pou. Si la moneda aterra de cara amunt, el desig seria concedit. Si la moneda aterra cara avall el desig no seria concedit.
La tradició de llançar xavalla a basses i fonts prové d'això. Les monedes hi serien gitades com a regals per a la deïtat en forma d'agraïments.